# Ferenczi Tóbiás
Ferenczi Tóbiás (Kézdiszentlélek, 1701 – Miskolc, 1767. július 2.) teológiai doktor, minorita rendi szerzetes.

## Élete
Miután felszentelték, Kolozsváron és Eperjesen a rendi növendékeknek a bölcseletet tanította, majd a biblikumot, dogmatikát és erkölcstant adta elő. 1737-től Egerben, 1740-től Nagybányán, 1743-tól Kolozsvárt volt házfőnök, 1744. április 21-étől tartományfőnök, 1747-től Miskolcon házfőnök, 1756. május 8-ától Eperjesen újból tartományfőnökként működött. Munkában a Szentírás nehezebben magyarázható részeit taglalja.

## Munkái
- Contradictiones s. scripturae apparentes, earumque conciliatio, quam cum universa ad mentem doctoris subtilis Joan. Dunsscotti theologia… Alexio Sigismundo Ladány… consecrarunt anno 1735. Bern. Braun at Alexius Maternik… praeside T. F. Cassoviae, 1735
- Selecti sacrae scripturae veteris et novi testamenti textus, eorumque interpretatio, ex authoribus excerpta et collecta. Cassoviae, 1743
- Questiones scripturisticae in selecta veteris et novi testamenti loca, eorumque resolutiones cum subjecta doctrina morali ex probatis authoribus collectae et digestae. Cassoviae, 1756 (2. kiadás Kolozsvár, 1761)